# Zálesí 2.díl
Zálesí 2.díl (Duits: Sales 2. Anteil) is een Tsjechische plaats in de gemeente Maršovice, regio Midden-Bohemen, en maakt deel uit van het district Benešov. Het dorp ligt op 2 kilometer afstand van Maršovice.
Zálesí 2.díl telt 0 inwoners (2021).

## Geschiedenis
De eerste schriftelijke vermelding van het dorp dateert van het jaar 1552.
Tijdens de Tweede Wereldoorlog was het dorp onderdeel van het militaire oefenterrein van de Waffen-SS Benešov; op 31 december 1943 moesten de inwoners daarom noodgedwongen hun huizen verlaten. In 1949 werd Zálesí 2.díl, samen met Maršovice, ingedeeld bij het district Benešov.

## Verkeer en vervoer

### Autowegen
Er leidt een regionale weg naar het dorp.

### Spoorlijnen
Er is geen station in Zálesí 2.díl. Het dichtstbijzijnde station is in Bystřice, op zo'n tien kilometer afstand. Vanaf daar vertrekken stop- en intercitytreinen naar Benešov, Praag, Tábor en Sedlčany.

### Buslijnen
Er is geen bushalte in het dorp. De dichtstbijzijnde bushalte is in Maršovice, op zo'n twee kilometer afstand:
| Halte                | Lijn(en) | Traject(en)                         | Vervoerder(s) |
| -------------------- | -------- | ----------------------------------- | ------------- |
| Maršovice, Maršovice | 757 759  | Benešov - Votice Benešov - Neveklov | CŠAD Benešov  |